# Kakiuchi Yuji
Yuji Kakiuchi (sinh ngày 31 tháng 8 năm 1969) là một cầu thủ bóng đá người Nhật Bản.

## Sự nghiệp câu lạc bộ
Yuji Kakiuchi đã từng chơi cho Kyoto Purple Sanga và Albirex Niigata.